# Modesty Blaise (còmic)
Modesty Blaise és un còmic que pren el nom de la seva protagonista. Es va publicar per primera vegada en format de tira de premsa el 13 de maig del 1963, al diari londinenc, Evening standard. Es va publicar fins al 7 de juliol de 2002. La creació gràfica va anar a càrrec de Jim Holdaway i el guió de Peter O'Donnell. El personatge de Modesty Blaise és una dona, exdirectora d'una organització criminal internacional coneguda amb el nom de The Network. Quan va deixar l'organització se'n va anar a viure a un àtic de Londres, des d'on viu les seves aventures com a espia.

## Biografia de ficció
Modesty Blaise és una dona amb una infància de lluita constant, on les penalitats, la por, el perill i la solitud, no hi varen faltar. Se'n va sortir gràcies a la seva voluntat de ferro i al seu extrem instint de supervivència. El 1945, Modesty, després d'aconseguir escapar-se d'un camp de refugiats ubicat a Grècia, va vagabundejar pel Mediterrani, el nord d'Africa i l'Orient Mitjà, en aquests llocs encara es feien patents els efectes del pas de les batalles que s'hi produïren a la Segona Guerra Mundial un lloc ideal per aprendre totes les tècniques de defensa personal, i l'ús d'armes exòtiques i altament mortals. El nom li va posar un company de ruta que decideix anomenar-la Modesty i ella que va acceptar el nom i va afegir el cognom de Blaise, en honor del tutor del mag Merlí a la llegenda de les gestes del Rei Artús.
A Tànger, Modesty agafa el control d'un grup criminal, el professionalitza i aconsegueix internacionalitzar-lo i fer-lo altament rendible. A l'època de Tànger coneix a Wille Garvin, un perdedor, amb una gran habilitat en el maneig d'armes blanques. Wille, es converteix en la mà dreta de Modesty, i en un còmplice incondicional donant-li així sentit a la seva vida, la relació de tots dos s'acaba convertint amb platònica, malgrat que l'única mostra d'afecta que Modesty li permetrà serà que li digui "Princesa".
Ja com exdirectora de l'organització criminal internacional coneguda amb el nom de The Network. Se'n va a viure a un àtic de Londres, l'acompanya l'inseparable Wille i viuen com a dos milionaris d'elit. Sir Gerald Tarrant un alt oficial del servei secret anglès els ofereix d'entrar al seu servei. Sir Gerald Tarrant és un membre de la intel·ligència Britànica i l'encarregat de proporcionar-li a Modesty la majoria de les missions en les quals participa amb Willie Garvin, amic i company d'aventures.

## Trajectòria Editorial
Modesty Blaise, es va publicar per primera vegada en format de tira de premsa el 13 de maig del 1963, al diari londinenc, Evening Standard. Es va publicar fins al 7 de juliol de 2002. La creació gràfica va anar a càrrec de Jim Holdaway i el guió de Peter O'Donell. Jim Holdaway, va dibuixar Modesty Blaise des de l'inici de la sèrie el 1963, fins al moment de la seva mort el 1970. El dibuixant català, Enric Badia Romero, fou l'encarregat de continuar la sèrie fins al 1978, quan per un excés de feina va deixar de dibuixar-la i va passar a mans del dibuixant britànic John Burns, en primer lloc, i posteriorment a Patrick Wright. Entre la meitat del 1980 i el 1986 les tires les va dibuixar Neville Colvin fins que Badia Romero les va tornar a dibuixar fins a la cancel·lació de la sèrie l'11 d'abril de 2001.

## D'altres formats
Novel·la
Peter O`Donnell, va escriure una sèrie del personatge compost per un total de tretze novel·les.
Cinema
Es varen fer dues pel·lícules el 1966 i el 2003, també es va fer un programa pilot, per fer una sèrie per televisió, però no es va arribar a materialitzar mai.

## Publicacions
Publicacions on s'ha publicat el personatge.
| Publicació / Títol | Any de Publicació           | Editorial                   | Format            | Enquadernació | Mides       | Números | Pàgines | Notes                                  |
| ------------------ | --------------------------- | --------------------------- | ----------------- | ------------- | ----------- | ------- | ------- | -------------------------------------- |
| ZEPPELIN           | 1973-1974                   | Buru Lan, S.A. de Ediciones | Revista de comics | Grapa         | 34 x 23 cm  | 12      | 68      | En diferents números de la publicació. |
| MODESTY BLAISE     | Buru Lan, S.A. de Ediciones |                             | Quadern           | Grapa         | 30 x 24     | 24      |         |                                        |
| MODESTY BLAISE     | 1988-1989                   | Planeta-DeAgostini, S.A.    | Comic Book        | Grapa         | 26 x 17 cm. | 7       | 27      | COMICS forum                           |